# Rasuł Kalijew
Rasuł Kalijew (ros. Расул Калиев; ur. 16 czerwca 1991) – kazachski zapaśnik w stylu wolnym. Piąty na mistrzostwach świata w 2013; siódmy w 2019. Srebrny medalista igrzysk azjatyckich w 2014. Złoty medal na mistrzostwach Azji w 2014 i srebrny w 2013. Siódmy w Pucharze Świata w 2012 i 2018 roku. Srebrny medalista mistrzostw świata juniorów w 2011 roku.